# Homalium elegantulum
Homalium elegantulum är en videväxtart som beskrevs av Herman Otto Sleumer. Homalium elegantulum ingår i släktet Homalium och familjen videväxter. Inga underarter finns listade i Catalogue of Life.